# Hillman Avenger
Hillman Avenger – samochód osobowy klasy kompaktowej produkowany pod brytyjską marką Hillman w latach 1970–1976, pod amerykańską marką Chrysler w latach 1976–1979 oraz pod brytyjską marką Talbot w latach 1979–1981.

## Historia i opis modelu

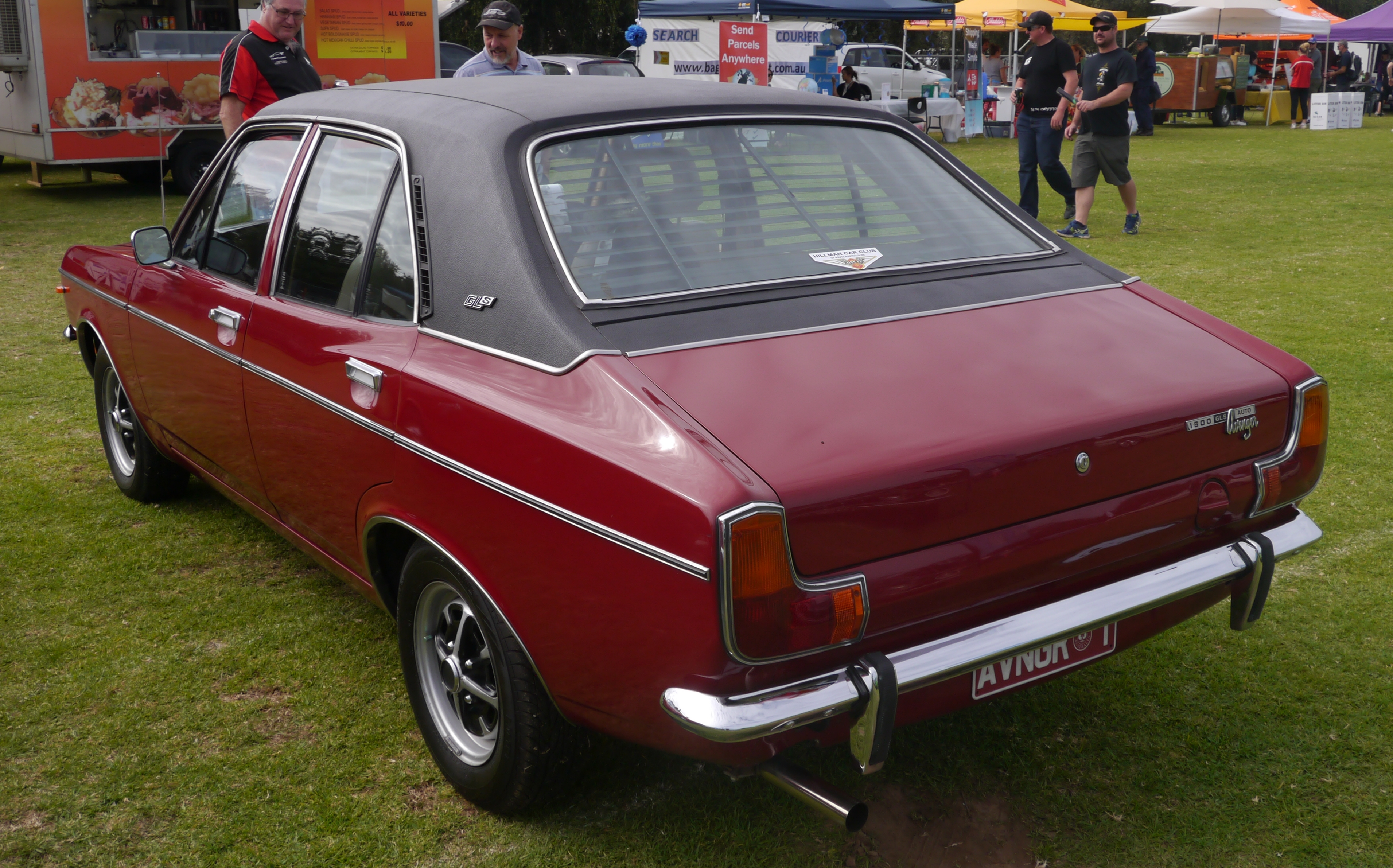
Hillman Avenger – tył

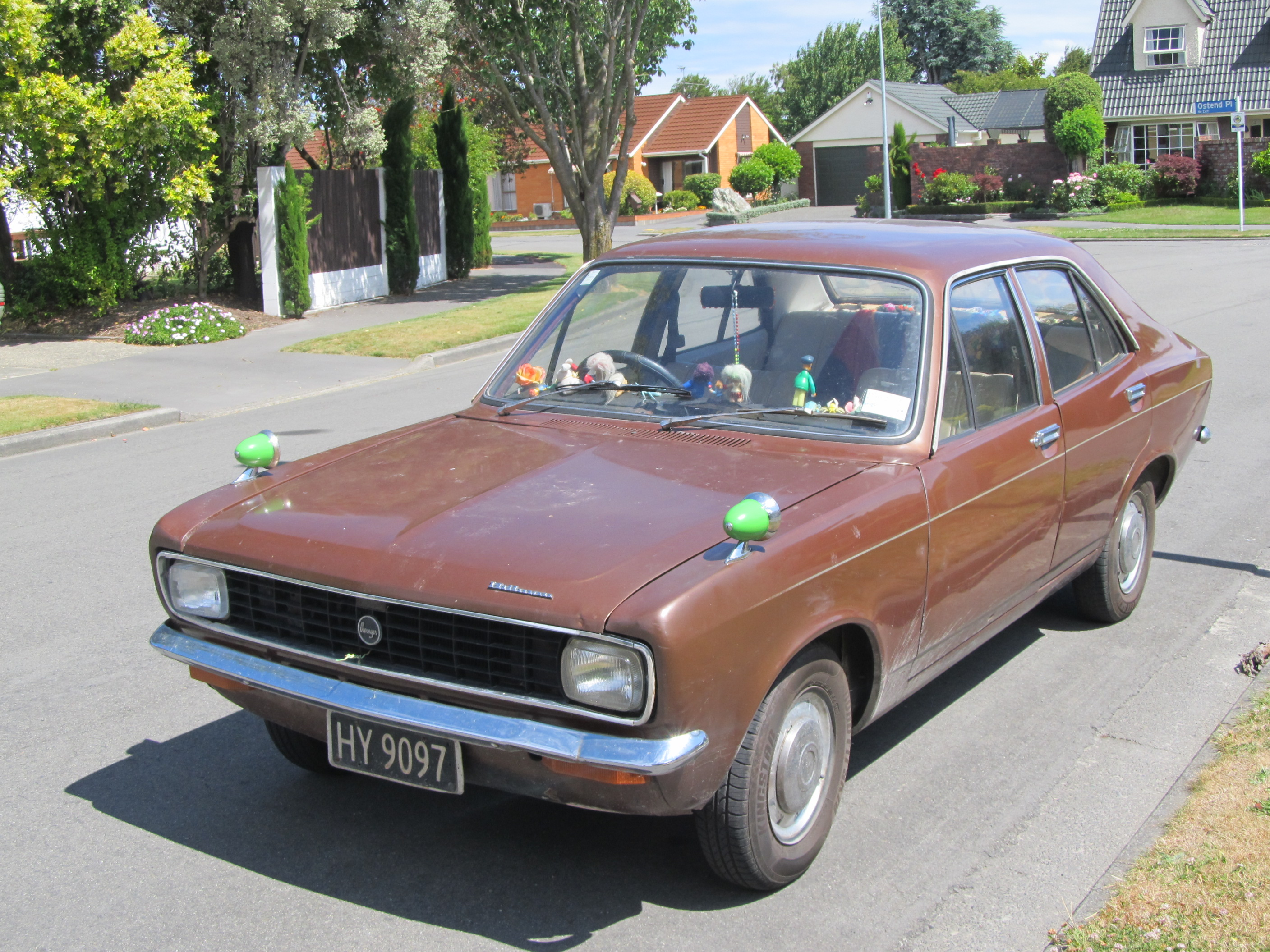
Hillman Avenger po liftingu

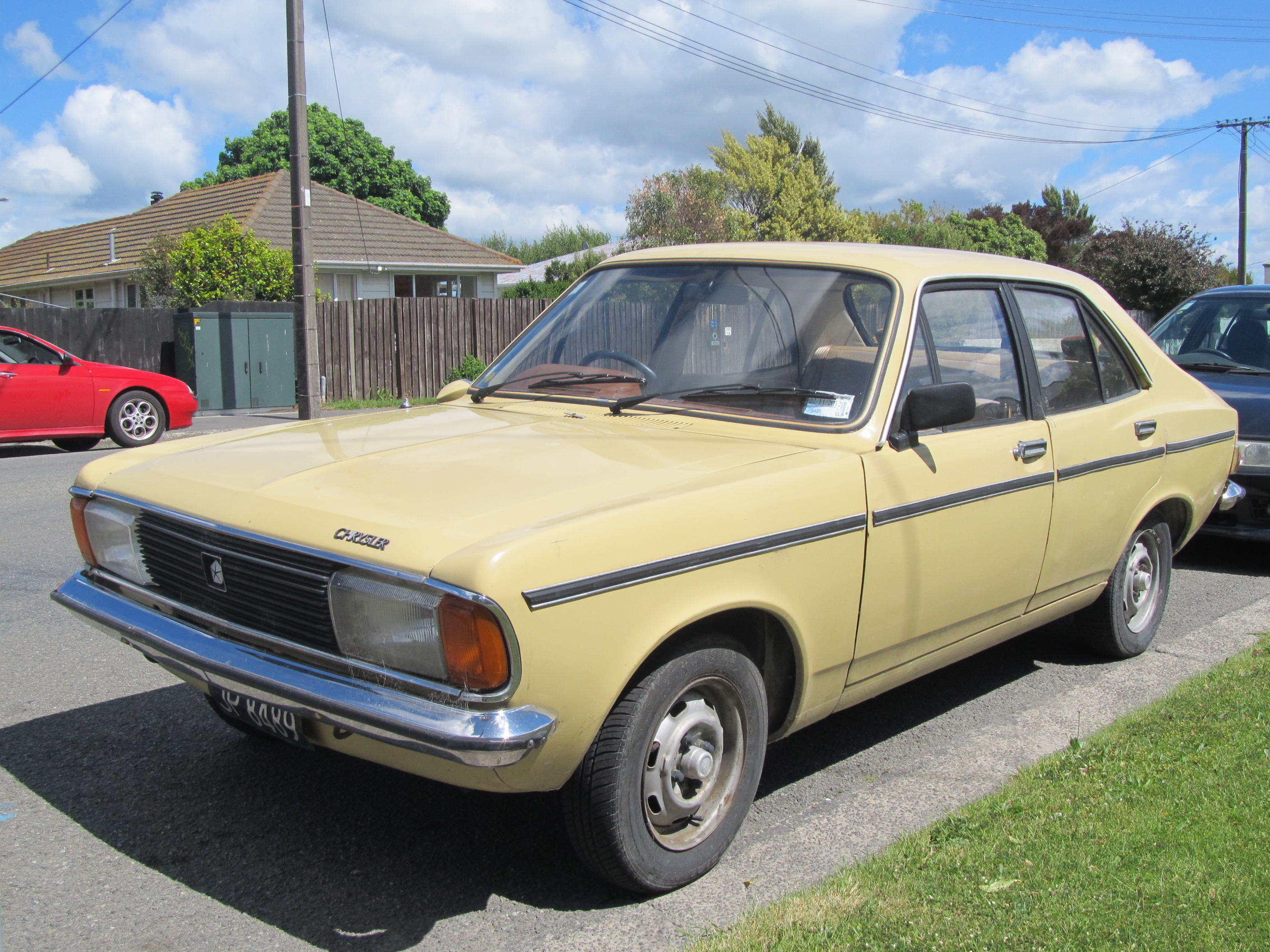
Chrysler Avenger

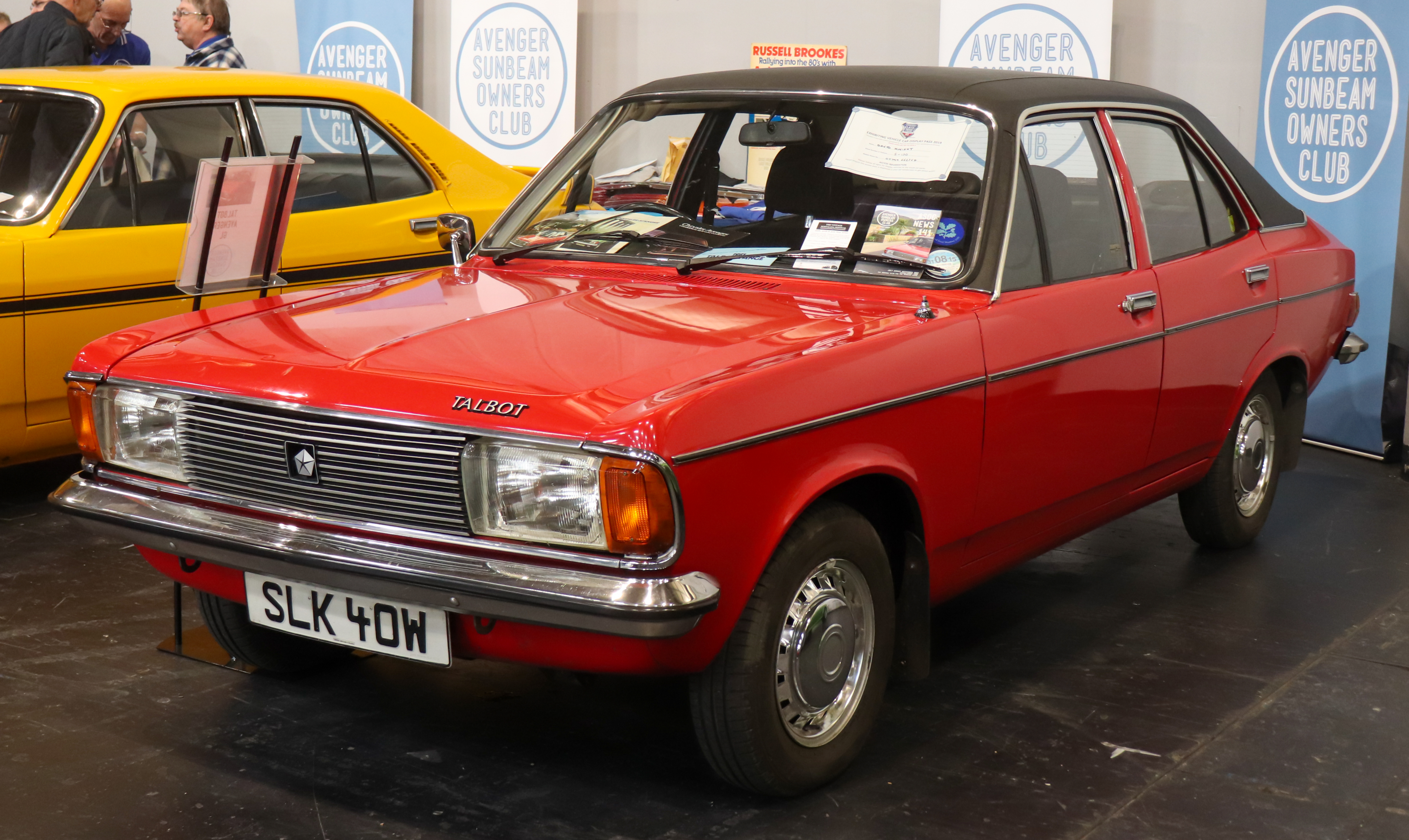
Talbot Avenger

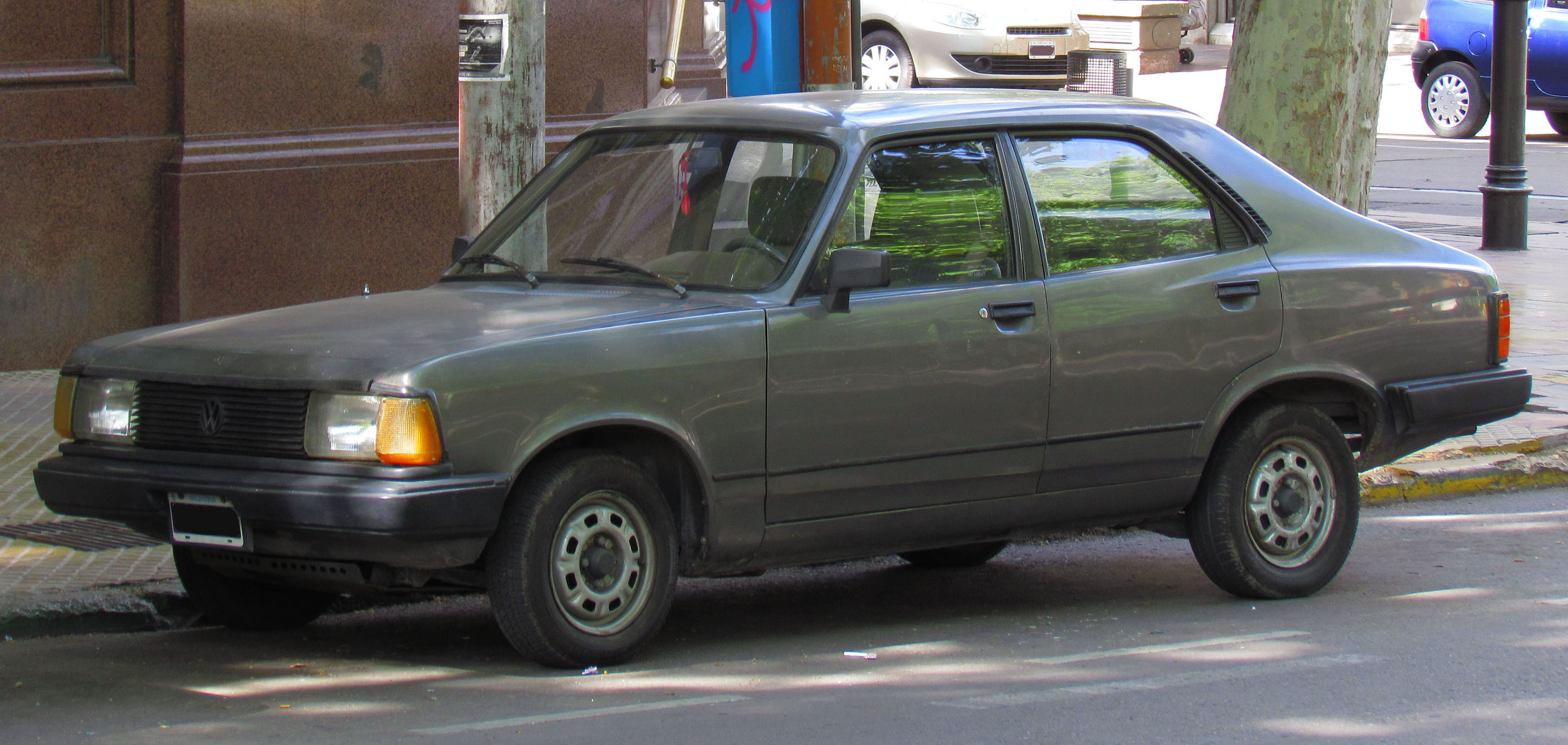
argentyński Volkswagen 1500

W 1970 roku brytyjska marka Rootes przedstawiła nowy, kompaktowy model o nazwie Avenger, który zastąpił w dotychczasowej ofercie sedana Minx. Pojazd zyskał zwarte proporcje, z łagodnie opadającą linią dachu pomiędzy krawędzią dachu a bagażnika. Charakterystycznym elementem stylistyki modelu przed modernizacją były podwójne reflektory, z czego zewnętrzne klosze były większe od tych wewnętrznych. Hillman Avenger dostępny był zarówno jako 2- i 4-drzwiowy sedan, jak i 5-drzwiowe kombi. Do napędu używano silników R4. Moc przenoszona była na oś tylną poprzez 3-biegową automatyczną bądź 4-biegową manualną skrzynię biegów.

### Lifting
W 1973 roku Hillman Avenger przeszedł gruntowną modernizację, która skupiła się na wyglądzie pasa przedniego. Dwie pary okrągłych reflektorów zastąpiono nowymi, prostokątnymi, które komponowały się z umieszczonymi między nimi prostokątną atrapą chłodnicy. Ponadto zmieniono też nieznacznie kształt zderzaków.

### Pierwsza zmiana nazwy
We wrześniu 1979 roku Chrysler Europe, właściciel wytwarzającej Hillmana Avengera marki Rootes podjął decyzję o przemianowaniu tego modelu na markę Chrysler. Poczynając od tego roku, przez kolejne 3 lata samochód sprzedawano w Europie jako Chrysler Avenger. Przy okazji zmiany nazwy, samochód przeszedł kolejną restylizację, zyskując większe prostokątne reflektory.

### Druga zmiana nazwy
W związku z zakończeniem działalności Chrysler Europe w 1979 roku i odkupieniu jego operacji przez francuskie PSA Peugeot Citroen, Avenger ponownie zmienił nazwę, tym razem zostając włączonym do oferty marki Talbot. Przez ostatnie dwa lata produkcji, do 1981 roku, samochód oferowano tym samym jako Talbot Avenger.

### Inne rynki
Hillman Avenger był samochodem, wobec którego na masową skalę stosowana była polityka badge engineering. Nie tylko z uwagi na różne okresy produkcji, ale i w zależności od rynku zbytu samochód oferowano pod różnymi markami i nazwami. W czasie, gdy w Wielkiej Brytanii i Irlandii samochód oferowano pod pierwotną nazwą, to w Europie kontynentalnej sprzedawano go pod marką Sunbeam jako Sunbeam Avenger, z wyjątkiem Francji, gdzie sprzedawano go jako Sunbeam 1200/1500.
Na rynek Ameryki Północnej, Hillman Avenger był eksportowany pod marką Plymouth jako uzupełnienie lokalnej oferty jako Plymouth Cricket.
Wyłącznie w Republice Południowej Afryki samochód oferowano pod marką Dodge jako Dodge Avenger, a z kolei w Brazylii jako Dodge 1800 i Dodge Polara. W sąsiedniej Argentynie pojazd początkowo oferowano jako Dodge 1500, a po przejęciu przez Volkswagena lokalnego oddziału marki Dodge, samochód został zmodernizowany i przemianowany na Volkswagen 1500. Pod tą nazwą pojazd był wytwarzany najdłużej, bo do 1990 roku.

### Dane techniczne (R4 1.2)
- R4 1,2 l (1248 cm³), 2 zawory na cylinder, OHV
- Układ zasilania: dwa gaźniki
- Średnica cylindra × skok tłoka: 78,60 mm × 64,30 mm
- Stopień sprężania: 9,2:1
- Moc maksymalna: 54 KM (40 kW) przy 5000 obr./min
- Maksymalny moment obrotowy: 90 N•m przy 3000 obr./min
- Przyspieszenie 0-80 km/h: 13,0 s
- Prędkość maksymalna: 130 km/h

### Dane techniczne (R4 1.6)
- R4 1,6 l (1597 cm³), 2 zawory na cylinder, OHV
- Układ zasilania: dwa gaźniki
- Średnica cylindra × skok tłoka: 87,30 mm × 66,70 mm
- Stopień sprężania: 8,6:1
- Moc maksymalna: 82 KM (60 kW) przy 5500 obr./min
- Maksymalny moment obrotowy: b/d
- Przyspieszenie 0-80 km/h: 8,2 s
- Prędkość maksymalna: 154 km/h